# Halmstad
Halmstad este un oraș în Suedia.

## Demografie
| \| Evoluția demografică a zonei urbane Halmstad, 1970–2015 \| Evoluția demografică a zonei urbane Halmstad, 1970–2015 \| Evoluția demografică a zonei urbane Halmstad, 1970–2015 \| Evoluția demografică a zonei urbane Halmstad, 1970–2015 \| Evoluția demografică a zonei urbane Halmstad, 1970–2015 \| \| --------------------------------------------------------------------------------------- \| ------------------------------------------------------- \| ------------------------------------------------------- \| ------------------------------------------------------- \| ------------------------------------------------------- \| \| An \| \| \| Locuitori \| \| \| 1970 \| 1970 \| \| 49.725 \| 49.725 \| \| 1975 \| 1975 \| \| 49.558 \| 49.558 \| \| 1980 \| 1980 \| \| 48.798 \| 48.798 \| \| 1990 \| 1990 \| \| 48.880 \| 48.880 \| \| 1995 \| 1995 \| \| 51.404 \| 51.404 \| \| 2000 \| 2000 \| \| 53.487 \| 53.487 \| \| 2005 \| 2005 \| \| 55.688 \| 55.688 \| \| 2010 \| 2010 \| \| 58.577 \| 58.577 \| \| 2015 \| 2015 \| \| 66.124 \| 66.124 \| \| Sursa: SCB - Statistika Centralbyrån, Folkmängden per tätort. Vart femte år 1960 - 2016 \| \| \| \| \| |      |  |           |        |
| Evoluția demografică a zonei urbane Halmstad, 1970–2015 |      |  |           |        |
| An |      |  | Locuitori |        |
| 1970 | 1970 |  | 49.725    | 49.725 |
| 1975 | 1975 |  | 49.558    | 49.558 |
| 1980 | 1980 |  | 48.798    | 48.798 |
| 1990 | 1990 |  | 48.880    | 48.880 |
| 1995 | 1995 |  | 51.404    | 51.404 |
| 2000 | 2000 |  | 53.487    | 53.487 |
| 2005 | 2005 |  | 55.688    | 55.688 |
| 2010 | 2010 |  | 58.577    | 58.577 |
| 2015 | 2015 |  | 66.124    | 66.124 |
| Sursa: SCB - Statistika Centralbyrån, Folkmängden per tätort. Vart femte år 1960 - 2016 |      |  |           |        |

## Muzică
- Jonas Altberg (Basshunter) (1984), cântăreț, producător muzical și DJ suedez